# کی فن دایک
کی فن دایک (به انگلیسی: Kay van Dijk) (زاده ۲۵ ژوئن ۱۹۸۴) بازیکن والیبال اهل هلند، عضو تیم ملی والیبال هلند و باشگاه ترنتینو است. دایک به همراه تیم ملی هلند در المپیک ۲۰۰۴ حضور داشت. او از سال ۲۰۰۳ تا ۲۰۰۹ عضو تیم ملی هلند بود و در سال ۲۰۱۵ دوباره به تیم ملی والیبال هلند دعوت شد. او هم‌اکنون در باشگاه پیکان تهران بازی می‌کند .